# Don't Lie
"Don't Lie" é o segundo single do quarto álbum do grupo norte-americano Black Eyed Peas, Monkey Business (2005). Lançado em 2005, o single alcançou a posição #14 nos EUA e a posição #6 no Reino Unido. A performance da canção nas paradas musicais do mundo foi prejudicada devido ao sucesso e pedidos do próximo single, "My Humps".
A canção recebeu em 2006 o Grammy para "Melhor Performance Pop de Uma Banda ou Dupla".

## Faixas
CD single
1. "Don't Lie" (3:40)
2. "Shake Your Monkey" (3:54)
3. "Don't Lie" (Beet & Produce NY Mix) (4:07)
4. "Don't Lie" (Videoclipe)

## Desempenho nas paradas

### Posições
| Parada musical (2005)             | Melhor posição |
| --------------------------------- | -------------- |
| EUA - Billboard Hot 100           | 14             |
| EUA - Billboard Pop 100           | 9              |
| Reino Unido - UK Singles Chart    | 6              |
| Argentina - Top 40 Singles        | 1              |
| França - Parada de Singles        | 7              |
| Austrália - ARIA Top Singles      | 6              |
| Nova Zelândia - Parada de Singles | 5              |
| Canadá - Parada de Singles        | 26             |
| República Tcheca - Parada Airplay | 12             |
| Bélgica - Top 50 Singles          | 14             |